# Myiobius atricaudus
Myiobius atricaudus là một loài chim trong họ Tyrannidae.